# Arrondissement d'Hünfeld
L'arrondissement d'Hünfeld est un arrondissement de Hesse qui existait jusqu'à la réforme territoriale en 1972. Son territoire fait aujourd'hui principalement partie de l'arrondissement de Fulda ; le territoire de l'actuelle commune d'Haunetal (ville principale de Neukirchen) est cédée à l'arrondissement de Hersfeld-Rotenburg. Le siège de l'arrondissement est Hünfeld.

## Arrondissements voisins
Au début de l'année 1972, l'arrondissement est limitrophe, en commençant par le nord-est dans le sens des aiguilles d'une montre, de l'arrondissement de Bad Salzungen (de) dans le district de Suhl de la RDA, et avec les arrondissements hessois de Fulda, Lauterbach (de) et Hersfeld (de).

## Histoire
L'arrondissement de Hünfeld est fondé en 1821 dans l'électorat de Hesse. En 1856, la commune de Rödergrund est transférée de l'arrondissement d'Hünfeld à l'arrondissement de Fulda, où elle devienut une partie de la commune de Rödergrund-Egelmes.
Après l'annexion de l'électorat par la Prusse à la suite de la guerre austro-prussienne en 1866, l'arrondissement fait partie du district de Cassel dans la province prusienne de Hesse-Nassau.
Le 1er avril 1881, les communes d'Oberstoppel et d'Unterstoppel et le district de domaine d'Oberstoppel Burghaun sont transférés de l'arrondissement d'Hersfeld à l'arrondissement d'Hünfeld. 
Depuis 1946, l'arrondissement fait partie de l'état de Hesse.  Après la fusion d'Oberufhausen et Unterufhausen le 1er avril 1958 pour former la commune d'Ufhausen, l'arrondissement d'Hünfeld compte 77 communes, dont l'une, Hünfeld, possède le statut de ville. En 1968 et 1971, l'arrondissement d'Hünfeld est réduit à deux reprises :
- Le 1er septembre 1968, la commune de Glaam quitte l'arrondissement et est incorporée à la commune de Ransbach dans l'arrondissement d'Hersfeld.
- Le 1er février 1971, la commune de Mansbach quitte l'arrondissement et fusionne avec la commune de Ransbach pour former la nouvelle commune de Hohenroda dans l'arrondissement d'Hersfeld.

À la suite d'une série d'autres fusions de communes, qui donne également naissance aux nouvelles communes d'Haunetal, Kiebitzgrund (de) et Nüsttal, réduisent le nombre de communes dans l'arrondissement à 24 en juillet 1972. 
Dans le cadre de la réforme territoriale de Hesse, l'arrondissement d'Hünfeld est dissous en août 1972 : 
- La commune d'Haunetal, à laquelle la commune d'Unterstoppel est également incorporée, est transférée dans le nouveau arrondissement de Hersfeld-Rotenburg
- La commune d'Erdmannrode est intégrée à la commune de Schenklengsfeld dans l'arrondissement d'Hersfeld-Rotenburg.
- Les communes de Bodes et Fischbach sont incorporées à la commune d'Hauneck dans l'arrondissement d'Hersfeld-Rotenburg.
- Toute la partie restante de l'arrondissement est transférée à l'arrondissement de Fulda avec les communes de Burghaun, Eiterfeld, Hünfeld, Nüsttal et Rasdorf

## Évolution de la démographie

### Arrondissement
| Habitants                | 1871   | 1890   | 1900   | 1910   | 1925   | 1939   | 1950   | 1960   | 1970   | 1971   |
| ------------------------ | ------ | ------ | ------ | ------ | ------ | ------ | ------ | ------ | ------ | ------ |
| Arrondissement d'Hünfeld | 24 528 | 23 508 | 22 515 | 23 179 | 24 466 | 24 884 | 37 789 | 35 000 | 36 371 | 34 800 |

### Grandes communes
Communes de l'arrondissement d'Hünfeld de plus de 1000 habitants   :
| Commune    | 1871 | 1939 | 1961 | 1970 |
| ---------- | ---- | ---- | ---- | ---- |
| Burghaun   | 1149 | 1154 | 1841 | 2121 |
| Eiterfeld  | 565  | 770  | 1532 | 1683 |
| Hünfeld    | 1634 | 2772 | 6182 | 7001 |
| Mackenzell | 461  | 620  | 954  | 1161 |
| Mansbach   | 891  | 836  | 1230 | 1246 |
| Rasdorf    | 1094 | 955  | 1261 | 1308 |
| Steinbach  | 844  | 787  | 1089 | 1146 |

## Politique

### Administrateurs de l'arrondissement
| Nom                                       | de   | à    |
| Aloys Maier (de)                          | 1821 | 1851 |
| Hermann Wolff von Gudenberg (de)          | 1851 | 1863 |
| Carl Götz (de)                            | 1864 | 1879 |
| Max Fliedner (de)                         | 1879 | 1882 |
| Martin von Wegnern (de)                   | 1882 | 1889 |
| Alexander von Dalwigk zu Lichtenfels (de) | 1889 | 1898 |
| Georg von Steinmann (de)                  | 1898 | 1901 |
| Wolf Dietrich von Trotha (de)             | 1901 | 1911 |
| Constantin von Jerin (de)                 | 1911 | 1916 |
| Walter Ludwig (de)                        | 1918 | 1935 |
| Konrad Fischer (de)                       | 1935 | 1936 |
| Eberhard Heß (de)                         | 1937 | 1945 |
| Adam Hartmann                             | 1945 | 1946 |
| Heinrich Beck (de)                        | 1946 | 1972 |

### Blason
En janvier 1951, le ministère d'État de Hesse accorde à l'arrondissement d'Hünfeld le droit d'utiliser des armoiries. 

## Communes
Le tableau suivant contient toutes les communes ayant appartenu à l'arrondissement d'Hünfeld pendant son existence, ainsi que les dates de toutes les incorporations : 
| Commune            | incorporée à                         | Date d'incorporation | Commentaires                  |
| ------------------ | ------------------------------------ | -------------------- | ----------------------------- |
| Arzell             | Eiterfeld                            | 1er février 1971     |                               |
| Betzenrod          | Eiterfeld                            | 1er février 1971     |                               |
| Bodes              | Hauneck                              | 1er août 1972        |                               |
| Buchenau           | Eiterfeld                            | 1er août 1972        |                               |
| Burghaun           | Arrondissement de Fulda              | 1er août 1972        |                               |
| Dammersbach        | Hünfeld                              | 31 décembre 1971     |                               |
| Dittlofrod         | Eiterfeld                            | 1er avril 1972       |                               |
| Eiterfeld          | Arrondissement de Fulda              | 1er août 1972        |                               |
| Erdmannrode        | Schenklengsfeld                      | 1er août 1972        |                               |
| Fischbach          | Hauneck                              | 1er août 1972        |                               |
| Giesenhain         | Buchenau                             | 1er janvier 1970     |                               |
| Glaam              | Ransbach                             | 1er septembre 1968   |                               |
| Gotthards          | Nüsttal                              | 1er août 1972        |                               |
| Großenbach         | Hünfeld                              | 31 décembre 1971     |                               |
| Großenmoor         | Kiebitzgrund (de)                    | 1er octobre 1971     |                               |
| Großentaft         | Eiterfeld                            | 1er février 1971     |                               |
| Gruben             | Burghaun                             | 1er février 1971     |                               |
| Grüsselbach        | Rasdorf                              | 1er avril 1972       |                               |
| Haselstein         | Nüsttal                              | 1er août 1972        |                               |
| Haunetal           | Arrondissement de Hersfeld-Rotenburg | 1er août 1972        | créé le 1er février 1971      |
| Hechelmannskirchen | Kiebitzgrund                         | 1er octobre 1971     |                               |
| Hermannspiegel     | Haunetal                             | 1er février 1971     |                               |
| Hofaschenbach      | Nüsttal                              | 1er février 1971     |                               |
| Hünfeld, ville     | Arrondissement de Fulda              | 1er août 1972        |                               |
| Hünhan             | Burghaun                             | 31 décembre 1971     |                               |
| Kiebitzgrund (de)  | Burghaun                             | 1er août 1972        | créé le 1er octobre 1971      |
| Kirchhasel         | Hünfeld                              | 31 décembre 1971     |                               |
| Körnbach           | Eiterfeld                            | 1er février 1971     |                               |
| Langenschwarz      | Kiebitzgrund                         | 1er octobre 1971     |                               |
| Leibolz            | Eiterfeld                            | 1. Mai 1970          |                               |
| Leimbach           | Eiterfeld                            | 1er août 1972        |                               |
| Mackenzell         | Hünfeld                              | 1er février 1971     |                               |
| Mahlerts           | Hofbieber                            | 1er août 1972        |                               |
| Malges             | Hünfeld                              | 1er février 1971     |                               |
| Mansbach           | Hohenroda                            | 1er février 1971     |                               |
| Mauers             | Haunetal                             | 1er février 1971     |                               |
| Meisenbach         | Haunetal                             | 31 décembre 1971     |                               |
| Mengers            | Eiterfeld                            | 1er août 1972        |                               |
| Michelsrombach     | Hünfeld                              | 1er février 1971     |                               |
| Mittelaschenbach   | Nüsttal                              | 1er février 1971     |                               |
| Molzbach           | Hünfeld                              | 1er février 1971     |                               |
| Morles             | Nüsttal                              | 1er février 1971     |                               |
| Müsenbach          | Haunetal                             | 31 décembre 1971     |                               |
| Neukirchen         | Haunetal                             | 1er février 1971     |                               |
| Nüst               | Hünfeld                              | 31 décembre 1971     |                               |
| Nüsttal            | Arrondissement de Fulda              | 1er août 1972        | am 1er février 1971 gegründet |
| Oberaschenbach     | Nüsttal                              | 1er février 1971     |                               |
| Oberbreitzbach     | Mansbach                             | 1. Juli 1970         |                               |
| Oberfeld           | Hünfeld                              | 1er février 1971     |                               |
| Obergruben         | Hofbieber                            | 1er août 1972        |                               |
| Obernüst           | Hofbieber                            | 1er août 1972        |                               |
| Oberrombach        | Hünfeld                              | 1er février 1971     |                               |
| Oberstoppel        | Haunetal                             | 1er février 1971     |                               |
| Oberufhausen       | Ufhausen                             | 1er avril 1958       |                               |
| Oberweisenborn     | Eiterfeld                            | 1er avril 1972       |                               |
| Odensachsen        | Haunetal                             | 31 décembre 1971     |                               |
| Rasdorf            | Arrondissement de Fulda              | 1er août 1972        |                               |
| Reckrod            | Eiterfeld                            | 1er septembre 1970   |                               |
| Rhina              | Haunetal                             | 1er février 1971     |                               |
| Rimmels            | Nüsttal                              | 1er février 1971     |                               |
| Roßbach            | Hünfeld                              | 1er février 1971     |                               |
| Rothenkirchen      | Burghaun                             | 31 décembre 1971     |                               |
| Rückers            | Hünfeld                              | 1er février 1971     |                               |
| Rudolphshan        | Hünfeld                              | 1er février 1971     |                               |
| Sargenzell         | Hünfeld                              | 1er février 1971     |                               |
| Schletzenrod       | Haunetal                             | 31 décembre 1971     |                               |
| Schlotzau          | Kiebitzgrund                         | 1er octobre 1971     |                               |
| Schwarzbach        | Hofbieber                            | 1er août 1972        |                               |
| Setzelbach         | Rasdorf                              | 1er avril 1972       |                               |
| Silges             | Nüsttal                              | 1er février 1971     |                               |
| Soisdorf           | Eiterfeld                            | 1er février 1971     |                               |
| Soislieden         | Mansbach                             | 1er janvier 1970     |                               |
| Steinbach          | Burghaun                             | 31 décembre 1971     |                               |
| Treischfeld        | Eiterfeld                            | 1er février 1971     |                               |
| Ufhausen           | Eiterfeld                            | 1er août 1972        |                               |
| Unterbernhards     | Hilders                              | 1er août 1972        |                               |
| Unterstoppel       | Haunetal                             | 1er août 1972        |                               |
| Unterufhausen      | Ufhausen                             | 1er avril 1958       |                               |
| Wehrda             | Haunetal                             | 31 décembre 1971     |                               |
| Wetzlos            | Haunetal                             | 31 décembre 1971     |                               |
| Wölf               | Eiterfeld                            | 1er août 1972        |                               |

## Plaque d'immatriculation
Le 1er juillet 1956, l'arrondissement reçoit le caractère distinctif HÜN lors de l'introduction des plaques d'immatriculation qui sont toujours en vigueur aujourd'hui. Il est émis jusqu'au 31 juillet 1972.